# Мухамед аль-Менфі
Мухаммад Юніс аль-Манфі (араб. محمد يونس المنفي‎; нар. 3 березня 1976, Тобрук, Лівійська Арабська Республіка) — лівійський дипломат і політичний діяч, діючий Голова Лівії. Був обраний Головою Президентської ради Лівії на Форумі політичного діалогу, де учасники лівійського конфлікту схвалили новий перехідний уряд для проведення президентських та парламентських виборів у країні. Раніше був послом Лівії у Греції.

## Біографія
Народився 1976 року в місті Тобрук. Уродженець племені Манф. Навчався на інженерному факультеті Університету Табрука, де здобув докторський ступінь. Аль-Манфі був одним із активних лідерів Лівійської студентської асоціації (відділення Спілки студентів Джамахірії), які навчалися у Франції. Після повалення Муаммара Каддафі став членом Загального національного конгресу, очоливши Комітет житлово-комунального хозяйства.
Пізніше очолив дипломатичну місію у Греції. Його діяльність як посола в Афінах була відзначена натягнутими відносинами між УНА та урядом Греції щодо лівійсько-турецької угоди про морські кордони. Зрештою, у грудні 2019 року було вислано з Афін.
5 лютого 2021 року Аль-Манфі балотувався разом з Абдель Хамідом Мохаммедом Дбейбе як прем'єр-міністр і Мусою аль-Кані та Абдаллахом аль-Лафі як віце-президенти. Їх список отримав 39 голосів, що на п'ять більше, ніж список Агіли Салеха Іси та Фатхі Башагі. Список Салеха-Башаги сприймався як схвалений США, але американський посол заперечував будь-які спроби спричинити виборчий процесс.